# Estadio de la Escuela Superior de Policía
El Estadio de la Escuela Superior de Policía General Alberto Enríquez Gallo es un estadio educativo y estadio multiusos. Está ubicado en la Avenida Manuel Córdova Galarza en el Campus de la Escuela Superior de Policía General Alberto Enríquez Gallo en el sector Pusuquí de la ciudad de Quito, Es usado mayoritariamente para la práctica del fútbol, y allí juega como local el Club Deportivo Espoli, equipo de la Segunda Categoría del fútbol ecuatoriano. Tiene capacidad para 2000 espectadores. Hoy lo utilizará el Club Deportivo Espoli cuando vuelve a jugar de local en este estadio desde 2017.
El estadio cumplió un gran papel en el fútbol local, ya que el Club Deportivo Espoli hace de local en este escenario deportivo desde 2017.
Asimismo, este estadio es utilizado por los cadetes (aspirantes a oficiales de policía) para la recreación, acondicionamiento y preparación física como futuros servidores policiales directivos, además de ser sede oficial de las pruebas físicas los cuales se evalúan en dichas instalaciones.